# فریتس زوهرن
فریتس زوهرن (به آلمانی: Fritz Suhren) (زاده ۱۰ ژوئن ۱۹۰۸ ، مرگ ۱۲ ژوئن ۱۹۵۰) یک نظامی آلمانی در دوره رایش سوم از اوت ۱۹۴۲ تا سال ۱۹۴۵ فرمانده اردوگاه مرگ راونسبروک بود.